# Szymon Jachimek
Szymon Waldemar Jachimek (ur. 20 września 1982 w Gdyni) – polski aktor i artysta kabaretowy, z wykształcenia socjolog. Młodszy brat satyryka Tomasza Jachimka.
W latach 2001–2014 był członkiem Kabaretu Limo. Po zakończeniu działalności tej formacji zajmuje się głównie pisaniem sztuk oraz improwizacją komediową.
W styczniu 2020 został stałym komentatorem Szkła kontaktowego w TVN24, a  miesiąc później odbyła się premiera jego autorskiego recitalu kabaretowego pt. „Z dala od tonacji”. Jest również kierownikiem literackiego trójmiejskiego Teatru Komedii Valldal.

## Filmografia
- 2003: Wożonko – gangster B
- 2005: Czarna woda – chłopak przy ognisku
- 2007: W stepie szerokim – Super Cuks
- 2013: Swing – Andrzej

## Nagrody indywidualne
2016 – I Nagroda na 27. Konkursie na Sztukę dla Dzieci i Młodzieży, organizowanym przez Centrum Sztuki Dziecka w Poznaniu.
2018 – III Nagroda na Otwartym Konkursie na Utwór Dramatyczny dla Teatroteki, organizowanym przez WFDiF i ZAiKS.
2016-2019 – czterokrotny półfinalista Gdyńskiej Nagrody Dramaturgicznej.

## Mariush
Szymon Jachimek, razem z kabaretem Limo stworzyli na potrzeby internetowego filmiku parodiującego zespół nurtu polskiej muzyki tanecznej (disco polo) fikcyjną postać Mariusha, w którego rolę wcielił się artysta. Premiera odbyła się 20 listopada 2011 roku w serwisie internetowym YouTube na kanale Grupy IMPACT. Pierwowzorem stworzonej przez Abelarda Gizę z kabaretu Limo nazwy postaci była nazwa zespołu muzycznego Łukash. 1 października 2014 roku Szymon Jachimek pod tym pseudonimem zadebiutował na polskiej scenie muzycznej i 28 października 2014 roku wydał album pt. „Usta Pełne Marzeń”, nagrany w stylu pastiszu muzyki disco polo.

## Wybrane realizacje sceniczne
- 2015: Księga Dżungli (musical na motywach „Księgi Dżungli” Rudyarda Kiplinga) – Teatr Komedii

Valldal, Gdynia, reż. Tomasz Valldal-Czarnecki.
- 2016: Emigrantka – Teatr Komedii Valldal, Gdynia, reż. T. Valldal-Czarnecki.

- 2016: Mamy problem. Monodram macierzyński – Teatr Gdynia Główna, reż. Jakub Ehrlich.

- 2016: Zespół Śmierci i Tańca – Studium Aktorskim im. A. Sewruka, Olsztyn, reż. Tomasz Valldal-Czarnecki.

- Jeremi się ogarnia. LOL:

– Scena Wspólna, Poznań, reż. Dorota Abbe (2017);
– Teatr Akademii Sztuk Teatralnych, Wrocław, reż. Jerzy Jan Połoński (2018);
– Teatr im. S. Jaracza, Olsztyn, reż. Tomasz Valldal-Czarnecki (2018) (finał 11. edycji programu Teatr Polska, 2019);
– Stredoslovenské osvetové stredisko, Brezno, Słowacja, reż. Matej Struhar, (2019).
- 2016: Umowa o arcydzieło – Centrum Kultury w Gdyni, reż. Magdalena Bochan-Jachimek.

- 2017: Jazda na zamek. Musical krzyżacki – Teatr im. S. Jaracza, Olsztyn, reż. Tomasz Valldal-Czarnecki.

- 2017: Wikingowie. Musical nieletni – Teatr Komedii Valldal w Gdańsku, reż. Tomasz Valldal-Czarnecki.

- 2017: Bez przesady – Nadbałtyckie Centrum Kultury w Gdańsku, reż. Mariusz Babicki.

- 2018: Prawy do lewego- Teatr Muzyczny w Łodzi, reż. Krzysztof Wawrzyniak.

- 2018: Pan Trener – Teatr Miniatura, Gdańsk, reż. Jakub Ehrlich

- 2019: Hejt School Musical – Teatr Komedii Valldal, reż. Tomasz Valldal-Czarnecki

- 2019: Stara baba. Tragedia antyczna- Konsulat Kultury w Gdyni, reż. Magdalena Bochan-Jachimek.
- 2025: Scenariusz do: Setka Jaracza, czyli (prawie) sto sposobów na setne urodziny; Teatr im. S. Jaracza.